# Väike-Pungerja
Koordinaten: 59° 11′ N, 27° 21′ O
Väike-Pungerja ist ein Dorf (estnisch küla) in der Landgemeinde Alutaguse (bis 2017 Mäetaguse). Es liegt im Kreis Ida-Viru (Ost-Wierland) im Nordosten Estlands.

## Beschreibung und Geschichte
Das Dorf hat 44 Einwohner (Stand 1. Januar 2011).
Der Ort wurde erstmals 1398 urkundlich erwähnt. Im 17. Jahrhundert wurde das Gut gegründet, das damals zum Gut von Purtse gehörte. Am Bach Väike-Pungerja (Väike-Pungerja oja) sind noch einige Gebäude des Guts erhalten wie das Verwalterhaus, ein Speicher und der Pferdestall.
Drei Kilometer östlich von Väike-Pungerja liegt das größte Abbaugebiet von Ölschiefer in Estland. Es trägt den Namen „Estonia“.

## Poststation
Am alten Postkurs zwischen Riga über Tartu und Jõhvi nach Sankt Petersburg wurde im 17. Jahrhundert die Poststation von Väike-Pungerja gegründet. 1830/31 wurde das Gebäude aus Holz durch einen eingeschossigen Steinbau ersetzt. Das historische Gebäude steht heute unter Denkmalschutz. Zur Station gehörten ein Gästehaus, Ställe, eine Sauna und weitere Gebäude.